# Effektenlombardkredit
Der Effektenlombardkredit ist als Unterform des Lombardkredits ein Darlehen nach § 488 ff. BGB, auf die Verpfändung von Effekten spezialisiert und darf zumeist nur zur Vorfinanzierung von Wertpapiergeschäften verwendet werden. Typische Kreditnehmer sind Verbraucher. Der Lombardkredit hingegen ist durch die Verpfändung aller banküblichen Sicherheiten gekennzeichnet und kann für alle Verwendungszwecke genutzt werden.

## Kreditvertrag und Kredithöhe
Die Kreditinstitute schließen mit dem Kreditnehmer einen Kreditvertrag, der neben den allgemeinen Bestimmungen auch die spezifischen Regelungen für einen Effektenlombardkredit enthält. Dazu gehören insbesondere die Führung des Wertpapierdepots beim selben Institut und der Verpfändungsvertrag, der dem Kreditnehmer eine – meist nicht wahrnehmbare – Verfügungsbeschränkung über sein Depot auferlegt.
Er dient im Regelfall der Finanzierung des Kaufs von Wertpapieren (auch Margin Trading genannt). Durch die teilweise Kreditfinanzierung der Wertpapiere wird ein Hebeleffekt erzielt (auch Leverage-Effekt genannt). Dies kann die Rendite des Wertpapierdepots heben (oder die Verluste erhöhen).
Die maximal mögliche Kredithöhe hängt von der Beleihungsgrenze ab. Diese wird durch die Bank ermittelt und kann vom Kunden durch Offenlegung der für die einzelnen Wertpapierarten bestehenden unterschiedlichen Beleihungsgrenzen nachvollzogen werden. Kursschwankungen der beliehenen Wertpapiere verändern unmittelbar die Beleihungsgrenze und damit auch die Kreditlinie. Sinkt die Beleihungsgrenze kursbedingt, ohne dass die Kreditlinie hieran angepasst werden kann, werden Nachbesicherungsrechte ausgelöst („margin call“). Es handelt sich hierbei um Covenants. Der Kunde ist dann verpflichtet, den Beleihungswert durch die Verpfändung weiterer Wertpapiere zu erhöhen oder den Sollsaldo durch Gutschriften/Einzahlungen oder Wertpapierverkäufe entsprechend zu ermäßigen, sodass die Inanspruchnahme der Kreditlinie wieder geringer als die Beleihungsgrenze ist. Kommt der Kreditnehmer diesem Verlangen nicht nach, werden automatisch Kündigungsrechte ausgelöst (siehe Negativerklärung).

## Bereitstellung und Konditionen
Der Effektenlombardkredit wird in der Form eines Kontokorrentkredits zur Verfügung gestellt und ausschließlich durch Verpfändung börsengängiger Wertpapiere, so genannter Effekten, besichert. Die Abwicklung erfolgt zumeist entweder über das Verrechnungskonto des Wertpapierdepots oder über ein eigenständiges Konto, um eine Trennung vom für allgemeine Zwecke vorgesehenen Girokonto und dem dort hinterlegten Dispositionskredit sicherzustellen. Insbesondere ist diese Trennung bei Wertpapierdispositionskrediten als Unterform des Effektenlombardkredits vorgesehen, weil deren Verwendungszweck ausschließlich auf die Vorfinanzierung von Wertpapiergeschäften begrenzt ist.
Die Sollzinsen können für Effektenlombardkredite tendenziell günstiger sein als für die üblichen Dispositionskredite. Grund hierfür ist die Besicherung durch börsengängige Wertpapiere, von denen ein Teil bankaufsichtsrechtlich als Kreditsicherheit anerkannt ist und deshalb Kredite nicht oder mit geringeren Eigenmitteln unterlegt werden müssen. So sind derzeit Effektenlombardkredite nicht mit Eigenmitteln zu unterlegen, wenn sie vollständig mit Bundesanleihen besichert sind.